# Гаряев, Аркадий Николаевич
Аркадий Николаевич Гаряев (священномученик Аркадий Боровской; 16 [28] января 1878, Верхняя Тура, Пермская губерния — 14 июля 1918, Боровское, Пермская губерния) — священник, педагог, миссионер, священномученик (Собор новомучеников и исповедников Церкви Русской и Собор Екатеринбургских святых).

## Биография
Аркадий Гаряев родился 16 (28) января 1878 года в семье священника в Верхне-Туринском заводе Верхне-Туринской волости Верхотурского уезда Пермской губернии, ныне город Верхняя Тура Свердловской области. В семье было семеро детей. По национальности венгр.
В 1891 году поступил в четырёхклассное Екатеринбургское духовное училище, учился на содержании отца. Его одноклассником был будущий советский писатель Павел Петрович Бажов. В 3-м классе училища Аркадий имел задолженность по греческому языку и был оставлен на второй год.
После окончания училища, в 1895 году поступил в Пермскую духовную семинарию, но через полтора года был уволен из 2-го класса по болезни.
С 13 (25) мая 1897 года или с 30 июня (12 июля)  1897 года служил псаломщиком в Богородицкой церкви села Покровского Покровской волости Екатеринбургского уезда (ныне село в Артёмовском городском округе Свердловской области).
С 14 (26) марта 1898 года служил псаломщиком в Свято-Троицкой церкви Каменского завода Каменской волости Камышловского уезда (ныне город Каменск-Уральский). 8 (20) июля 1899 года посвящён в стихарь. 10 (23) апреля 1905 года епископом Екатеринбургским и Ирбитским Владимиром (Соколовским-Автономовым) в Крестовоздвиженской церкви города Екатеринбурга рукоположён в сан диакона (служил на вакансии псаломщика). С 1906 года — одновременно законоучитель Ново-Заводского земского училища.
С августа 1907 года служил священником в Петропавловской церкви села Петропавловского Турьинской волости Верхотурского уезда (ныне город Североуральск), законоучитель в Петропавловском земском училище. Приход занимал самую большую территорию в Екатеринбургской епархии, некоторые населённые пункты находились более чем в 100 верстах от храма. Здесь он начал миссионерскую деятельность по просвещению вогулов (манси).
С 21 декабря 1909 года (3 января 1910 года) переведён на должность священника Казанско-Богородицкой походной церкви. 18 (31) января 1910 года вступил в должность. Совершал разъезды по северу Верхотурского уезда.
С 13 (26) декабря 1910 года по 18 (31) декабря 1910 года в городе Екатеринбурге состоялся Епархиальный миссионерский съезд под руководством епископа Митрофана (Афонского). 14 (27) декабря 1910 года в зале архиерейского дома был произведён осмотр походной церкви, приготовленной в мастерской Н. Старикова, — палатки лёгкого типа, предназначенной для совершения богослужений на дальнем севере епархии среди кочующих вогулов. Церковь эта представляла собой довольно изящную палатку, покрытую снаружи брезентом; внутри палатки — разборный столик — престол, такой же столик для жертвенника; вместо иконостаса — три высокие рамы, из которых в одной — икона Спасителя, писанная на полотне, в другой — икона Богоматери, а в средней — между ними, изображающей Царские врата, кроме полотна с обычными для Царских врат иконами находится ещё из тонкой лёгкой материи особая занавесь. Стена, противоположная иконостасу, украшена иконою, писанною также на полотне, с изображением Спасителя и святителя Николая и святого праведного Симеона по бокам. Вес всей церкви, укладывавшейся в особый ящик, был всего до 5 пудов, что давало возможность перевозить её на одной нарте одною тройкою или даже парою оленей. Присутствовавший при осмотре церкви походный священник отец Аркадий Гаряев признал её соответствующей своей цели.
С 18 (31) декабря 1910 года служил священником в походной Николаевской церкви Верхотурского уезда с содержанием от местного комитета Православного миссионерского общества. В 1912 году, осознав непосильность для себя миссионерского дела (требующего не только ревности, но и крепкого здоровья), подал прошение о переводе его на другое место.
С 3 (16) октября 1912 года служил священником в Никитинской церкви села Никито-Ивдельского Всеволодоблагодатской волости Верхотурского уезда (ныне город Ивдель).
С 27 февраля (12 марта)  1914 года служил священником Никольской церкви села Боровского Катайской волости Камышловского уезда Пермской губернии, ныне село входит в Катайский муниципальный округ Курганской области. Законоучитель земского училища.
1 (14) июля 1918 года отец Аркадий совершал в храме венчание двух браков (одна пара была из крестьян села Боровского, а другая пара — из крестьян, приехавших из Рязанской епархии). Звон церковных колоколов во время венчания привлёк внимание въехавшего в село отряда красногвардейцев-мадьяр (венгров). Возможно, впоследствии этот отряд вошёл в состав Добровольческого 1-го Крестьянского коммунистического стрелкового полка, который начал формирование 13 июля 1918 года, а 22 октября 1918 года получил почётное наименование «Красные орлы». Обвинив отца Аркадия в контрреволюции, красногвардейцы вывели его в ближайший овраг и велели вырыть могилу. Когда могила была готова, священнику приказали лечь в неё лицом вниз, после чего он был проколот шестью штыковыми ударами. С тех пор место это было прозвано Поповскими ямами. Несколько дней о судьбе священника прихожанам ничего не было известно, а требы совершал священник села Черемисского отец Александр Ромулов. Хоронить отца Аркадия красноармейцы запретили и велели отнести в падинник — место, куда сбрасывали падший скот; там его и положили, прикрыв ветками. Отпевание замученного пастыря и погребение в склепе за алтарём Никольского храма состоялось уже после ухода красногвардейцев 11 (24) июля 1918 года. Запись о смерти отца Аркадия в «метрической книге», написанная диаконом Александром Чиркиным, гласит: «убит красноармейцами». В тот же день был похоронен житель села Боровского Никита Титович Мартюшев, 59 лет, у него причина смерти: «убит красной армией».
В похоронах Аркадия Гаряева принимало участие местное духовенство:
- священник церкви Георгия Победоносца села Черемисского отец Александр Ромулов;
- священник Богоявленской церкви села Катайского отец Аркадий Бирюков;
- диакон села Катайского отец Константином Чернавиным;
- диакон села Черемисского отец Василий Пономарёв;
- диакон Свято–Никольской церкви села Боровского отец Александр Чиркин (служивший вместе с отцом Аркадием);
- псаломщик села Катайского Всеволод Тихонов;
- псаломщик Свято–Троицкой церкви села Троицкого (Катайско-Троицкого) Андрей Гладких.

## Награды
- Право ношения набедренника, 18 (31) декабря 1910 года, награжден за «усердную миссионерскую деятельность среди вогул Верхотурского края».

## Обретение мощей, канонизация
В 1986 году настоятель церкви Святителя Николая в селе Боровском Николай Покровский благословил ископать «святой колодец» для остатков освящённой воды. Когда наткнулись на кирпичную кладку гробницы на глубине 2 м, в воздухе распространилось обильное благоухание. После расспроса старых прихожан стало известно, что это могила отца Аркадия.
В 1996 году в Боровском побывала вдова племянника Николая II Ольга Куликовская-Романова. В 2002 году по некоей благовидной причине вновь был прорыт ход к гробнице, из гробницы был аккуратно вынут один кирпич, и все присутствовавшие увидели прекрасно сохранившийся сосновый гроб, покрытый местами облупившейся зелёной краской. При июльской жаре в течение двух недель от гроба исходило тонкое благоухание. Многие молились и прикладывались к очевидной святыне. Одна женщина исцелилась от своего недуга. По благословению правящего архиерея Курганской епархии епископа Михаила (Расковалова) могилу священномученика вновь прикрыли землёй.
Прославлен Юбилейным Архиерейским собором 20 августа 2000 года.
Определением Священного синода Русской православной церкви от 17 июля 2002 года включён в Собор новомучеников и исповедников Церкви Русской.
Работы по обретению святых мощей начались 6 июня 2007 года. Нужно было добраться до склепа, который окружал гроб, и устроить к нему удобный подход. 10 июня, в Собор всех святых, в земле Русской просиявших, после литургии, которую возглавил епископ Михаил, состоялся крестный ход к месту погребения святого. Под торжественное пение гроб был открыт. Мощи священномученика облачили в красные пасхальные ризы и переложили в новый гроб, после чего крестным ходом священники перенесли мощи в храм.

## Семья
- Отец, Николай Алексеевич Гаряев (не позднее 1849 — 5 (18) января 1914 года) —  священник, с 1887 года настоятель храма Покрова Пресвятой Богородицы в селе Горный Щит Екатеринбургского уезда. Благочинный 3-го округа Екатеринбургского уезда.
- Мать, Мария Ивановна 
  - Сестра, Мария Николаевна
  - Сестра, Анна Николаевна. Окончила Екатеринбургское епархиальное женское училище со званием домашней учительницы, с 1890 года — воспитательница 3-го класса в этом же училище
  - Сестра, Елизавета Николаевна
  - Сестра, Ксения Николаевна (ум. в 1920-х). Её муж Воецкий Павел Петрович (1875—27.1.1931 ), протоиерей
  - Сестра, Зинаида Николаевна
  - Брат, Виктор Николаевич
- Жена, Агрипина Евгеньевна (род. ок. 1883), в годы Советской власти работала учительницей в Боровской школе, затем уехала вместе с семьёй одного из сыновей.
  - Сын Михаил (род. 25 мая (7 июня)  1903 года)
  - Сын Николай (род. 10 (23) марта 1905 года)

## Тропарь
Обновися яко орля служение твое,
дивный священномучениче Аркадие,
делом и словом послуживши Христу,
славную добычу подъял еси,
Солнцу правды смерть добропобедную принесе,
озаряя Урала концы, —
ниспосли нам ревность веры и красотой любви окрыли.